# Europa Universalis II
Europa Universalis II är ett datorspel utvecklat av Paradox Interactive.
Det är baserat på Europa Universalis, och är liksom detta ett politiskt strategispel, där spelaren kontrollerar en stat. Tidslinjen sträcker sig från 1419 till 1820.
Till stor del påminner spelet om föregångaren; man väljer ett land som man med hjälp av krig, diplomati och handel ska styra. Målet kan vara att samla poäng men går också att spela med helt egna mål. 
Några större förändringar som infördes jämfört med Europa Universalis:
- Alla länder är spelbara, inte bara de europeiska
- Olika händelser, event, har införts som antingen ger spelaren olika val eller följer historiska händelser
- Kraftig expansion har försvårats genom att olika religion inom ett land ger negativ effekt på stabilitet och inkomster
- Kultur har införts även det för att försvåra en kraftig expansion